# Nice to Know You
"Nice to Know You" é o terceiro single do álbum da banda Incubus, Morning View.

## Videoclipe
O vídeo, dirigido por Jeb Brien, aprenseta uma performance da banda em um concerto de música.

## Faixas
"US CD Single
1. "Nice To Know You"
2. "Glass" (ao vivo)
3. "Just A Phase" (ao vivo)
4. "Nice To Know You" (ao vivo)

## Desempenho nas paradas musicais
| Ano  | Parada musical                              | Posição |
| ---- | ------------------------------------------- | ------- |
| 2001 | Estados Unidos - Hot Mainstream Rock Tracks | 9       |
| 2001 | Estados Unidos - Alternative Songs          | 9       |